# Премия имени академика М. А. Маркова
Премия имени академика М. А. Маркова — премия в области фундаментальной физики, ежегодно присуждаемая Институтом ядерных исследований РАН. Премия носит имя Моисея Александровича Маркова — выдающегося физика-теоретика. Была учреждена в 2002 году.

Медаль (c 2008 года) лауреата Премии имени М. А. Маркова.

## Лауреаты премии
- 2002 — Зацепин, Георгий Тимофеевич
- 2003 — Гаврин, Владимир Николаевич, Кузьмин, Вадим Алексеевич, Боулс, Том Джозеф[англ.] [2]
- 2004 — Лобашёв, Владимир Михайлович, Оттен, Эрнст-Вильгельм[нем.] [3]
- 2005 — Рубаков, Валерий Анатольевич, Шапошников, Михаил Евгеньевич [4]
- 2006 — Домогацкий, Григорий Владимирович, Шпиринг, Кристиан[нем.] [5]
- 2007 — Ряжская, Ольга Георгиевна, Алексеев, Евгений Николаевич, Сааведра, Оскар [6]
- 2008 — Михеев, Станислав Павлович, Смирнов, Алексей Юрьевич, Есин, Сергей Константинович, Фещенко, Александр Владимирович, Кравчук, Леонид Владимирович [7]
- 2009 — Болотов, Владимир Николаевич, Образцов, Владимир Фёдорович [8]
- 2010 — Березинский, Вениамин Сергеевич [9]
- 2011 — Комар, Астон Антонович, Железных, Игорь Михайлович, Курепин, Алексей Борисович [10]
- 2012 — Красников, Николай Валерьевич, Жуйков, Борис Леонидович [11]
- 2013 — Куденко, Юрий Григорьевич, Ольшевский, Александр Григорьевич [12]
- 2014 — Ткачёв, Игорь Иванович, Долгов, Александр Дмитриевич [13]
- 2015 — Матвеев, Виктор Анатольевич [14]
- 2016 — Березин, Виктор Александрович, Фролов, Валерий Павлович [15]
- 2018 — Горбунов, Дмитрий Сергеевич, Боос, Эдуард Эрнстович [16]